# Romania ai XXI Giochi olimpici invernali
La Romania ha partecipato ai XXI Giochi olimpici invernali di Vancouver, che si sono svolti dal 12 al 28 febbraio 2010, con una delegazione di 29 atleti.

## Biathlon
| Gara                      | Atleta                                                | Penalità    | Tempo d'arrivo | Posizione |
| ------------------------- | ----------------------------------------------------- | ----------- | -------------- | --------- |
| 7,5 km sprint             | Dana Plotogea                                         | 2 (0+2)     | 22'12"3        | 49        |
| 7,5 km sprint             | Mihaela Purdea                                        | 1 (0+1)     | 21'52"2        | 39        |
| 7,5 km sprint             | Alexandra Stoian                                      | 4 (3+1)     | 24'04"6        | 85        |
| 7,5 km sprint             | Éva Tófalvi                                           | 0 (0+0)     | 20'45"1        | 14        |
| 10 km inseguimento        | Dana Plotogea                                         | 3 (0+0+2+1) | 36'38"8        | 52        |
| 10 km inseguimento        | Mihaela Purdea                                        | 4 (1+0+0+3) | 36'08"5        | 49        |
| 10 km inseguimento        | Éva Tófalvi                                           | 2 (0+1+0+1) | 32'26"3        | 19        |
| 12,5 km partenza in linea | Éva Tófalvi                                           | 5 (0+1+2+2) | 38'00"7        | 24        |
| 15 km individuale         | Reka Ferencz                                          | 4 (2+0+1+1) | 48'54"9        | 74        |
| 15 km individuale         | Dana Plotogea                                         | 7 (1+3+1+2) | 51'01"1        | 81        |
| 15 km individuale         | Mihaela Purdea                                        | 3 (0+2+0+1) | 45'27"7        | 41        |
| 15 km individuale         | Éva Tófalvi                                           | 1 (0+0+0+1) | 42'43"4        | 11        |
| Staffetta 4x6 km          | Dana Plotogea Éva Tófalvi Mihaela Purdea Reka Ferencz | 0+1 0+6     | 1h 12'32"9     | 10        |

## Bob
| Gara                   | Equipaggio                                                             | Manche 1 | Manche 2 | Manche 3 | Manche 4 | Totale  | Posizione |
| ---------------------- | ---------------------------------------------------------------------- | -------- | -------- | -------- | -------- | ------- | --------- |
| Bob a due maschile     | Nicolae Istrate Florin Cezar Craciun                                   | 52"19    | 52"41    | 52"40    | 52"43    | 3'29"43 | 11        |
| Bob a quattro maschile | Nicolae Istrate Ioan Danut Dovalciuc Ionut Andrei Florin Cezar Craciun | 52"05    | 52"00    | 52"34    | 52"50    | 3'28"89 | 15        |
| Bob a due femminile    | Carmen Radenovic Alina Vera Savin                                      | 54"41    | 54"46    | 54"82    | 54"58    | 3'38"27 | 15        |

## Pattinaggio di figura
| Gara                 | Atleta         | Breve | Breve | Libero          | Libero          | Totale | Totale |
| Gara                 | Atleta         | Punti | Pos.  | Punti           | Pos.            | Punti  | Pos.   |
| -------------------- | -------------- | ----- | ----- | --------------- | --------------- | ------ | ------ |
| Individuale maschile | Zoltan Kelemen | 51,95 | 29    | non qualificato | non qualificato | 51,95  | 29     |

## Sci alpino
| Gara    | Atleta           | 1° manche  | 2° manche  | Tempo totale | Posizione  |
| ------- | ---------------- | ---------- | ---------- | ------------ | ---------- |
| Slalom  | Ioan Gabriel Nan | non finito |            |              |            |
| Gigante | Ioan Gabriel Nan | 1'23"86    | 1'26"15    | 2'50"01      | 49         |
| Discesa | Dragoş Staicu    | non finito | non finito | non finito   | non finito |

| Gara    | Atleta      | 1° manche  | 2° manche  | Tempo totale | Posizione  |
| ------- | ----------- | ---------- | ---------- | ------------ | ---------- |
| Discesa | Edit Miklós | non finito | non finito | non finito   | non finito |

## Sci di fondo
| Gara                        | Atleta        | Tempo d'arrivo | Posizione   |
| --------------------------- | ------------- | -------------- | ----------- |
| 15 km a tecnica libera      | Petrică Hogiu | 36'39"5        | 57          |
| 15 km a tecnica libera      | Paul Pepene   | 35'33"7        | 37          |
| 30 km inseguimento          | Petrică Hogiu | non finito     | non finito  |
| 30 km inseguimento          | Paul Pepene   | 1h 19'34"1     | 29          |
| 50 km con partenza in linea | Paul Pepene   | non partito    | non partito |

| Gara              | Atleta                    | Semifinali | Semifinali | Finale | Finale    |
| Gara              | Atleta                    | Tempo      | Pos.       | Tempo  | Posizione |
| ----------------- | ------------------------- | ---------- | ---------- | ------ | --------- |
| Sprint di squadra | Paul Pepene Petrică Hogiu | 19'09"2    | 9          |        |           |

| Gara                        | Atleta        | Tempo d'arrivo | Posizione |
| --------------------------- | ------------- | -------------- | --------- |
| 10 km a tecnica libera      | Monika Gyorgy | 27'19"5        | 43        |
| 15 km inseguimento          | Monika Gyorgy | 45'37"5        | 55        |
| 30 km con partenza in linea | Monika Gyorgy | 1h 44'03"5     | 47        |

| Gara        | Atleta        | Qualificazioni | Qualificazioni | Quarti di finale | Quarti di finale | Semifinali | Semifinali | Finale | Finale    |
| Gara        | Atleta        | Tempo          | Pos.           | Tempo            | Pos.             | Tempo      | Pos.       | Tempo  | Posizione |
| ----------- | ------------- | -------------- | -------------- | ---------------- | ---------------- | ---------- | ---------- | ------ | --------- |
| Individuale | Monika Gyorgy | 3'58"32        | 44             |                  |                  |            |            |        |           |

## Short track
| Gara   | Atleta         | Batterie | Batterie | Semifinali | Semifinali | Finale | Finale |
| Gara   | Atleta         | Tempo    | Pos.     | Tempo      | Pos.       | Tempo  | Pos.   |
| ------ | -------------- | -------- | -------- | ---------- | ---------- | ------ | ------ |
| 1500 m | Katalin Kristo | 2'36"022 | 4        |            |            |        |        |

## Skeleton
| Gara              | Atleta                | Manche 1 | Manche 2 | Manche 3 | Manche 4 | Totale  | Posizione |
| ----------------- | --------------------- | -------- | -------- | -------- | -------- | ------- | --------- |
| Singolo femminile | Maria Marinela Mazilu | 57"10    | 57"03    | 58"14    | 57"65    | 3'49"92 | 19        |

## Slittino
| Gara              | Atleta                      | Manche 1    | Manche 2    | Manche 3    | Manche 4    | Totale      | Posizione   |
| ----------------- | --------------------------- | ----------- | ----------- | ----------- | ----------- | ----------- | ----------- |
| Singolo maschile  | Valentin Creţu              | 49"726      | 50"224      | 49"931      | 49"594      | 3'19"475    | 31          |
| Singolo femminile | Mihaela Chiraş              | 43"494      | NF          | -           | -           | -           | -           |
| Singolo femminile | Raluca Strămăturaru         | 42"475      | 42"198      | 42"815      | 42"584      | 2'50"072    | 21          |
| Singolo femminile | Violeta Strămăturaru        | non partita | non partita | non partita | non partita | non partita | non partita |
| Doppio            | Cosmin Chetroiu Ionuţ Ţăran | 42"360      | 42"360      | 42"271      | 42"271      | 1'24"631    | 17          |
| Doppio            | Paul Ifrim Andrei Anghel    | 43"007      | 43"007      | 42"466      | 42"466      | 1'25"473    | 20          |